# Koarnjum
Koarnjum (en néerlandais : Cornjum) est un village de la commune néerlandaise de Leeuwarden, dans la province de Frise.

## Géographie
Le village est situé dans le nord-ouest de la Frise, entre les villes de Leeuwarden et Stiens. Il est proche de Britsum et Jelsum

## Histoire
Koarnjum fait partie de la commune de Leeuwarderadeel avant le 1er janvier 2018, où elle est supprimée et rattachée à celle de Leeuwarden.

## Démographie
Le 1er janvier 2017, le village comptait 435 habitants.